# Jellyfish
I Jellyfish sono stati un gruppo musicale statunitense di genere power pop, attivo dal 1989 al 1994.

## Storia del gruppo
Il gruppo si è formato nel 1989 a San Francisco (California) in seguito allo scioglimento dei Beatnik Beatch. Le due anime del gruppo sono state il cantante e batterista Andy Sturmer ed il tastierista e polistrumentista Roger Joseph Manning Jr.
Hanno esordito nel 1990 con l'album Bellybutton, seguito da Spilt Mik (1993), a cui ha partecipato anche Jon Brion.
L'attività del gruppo si è interrotta nel 1994, tuttavia i due musicisti sono rimasti attivi collaborando con altri artisti anche insieme.

## Formazione
- Andy Sturmer - voce, batteria tastiere, chitarra (1989-1994)
- Roger Manning - tastiere, voce (1989-1994)
- Jason Falkner - chitarra, basso, voce (1989-1992)
- Tim Smith - basso, voce (1992-1994)

## Discografia
Album studio
- 1990 - Bellybutton
- 1993 - Spilt Milk

EP
- 1991 - Jellyfish Comes Alive